# Sofia da Prússia (1582–1610)
Sofia da Prússia (31 de março de 1582 — Kuldīga, 24 de novembro de 1610) foi uma princesa da Prússia por nascimento e duquesa consorte da Curlândia e Semigália pelo seu casamento com Guilherme Kettler.

## Família
Sofia foi a terceira filha e quarta criança nascida de Alberto Frederico, Duque da Prússia e de Maria Leonor de Cleves. Seus avós paternos eram Alberto, Duque da Prússia e Ana Maria de Brunsvique-Luneburgo. Seus avós maternos eram o duque Guilherme de Jülich-Cleves-Berg e Maria de Áustria.
Ela teve seis irmãos, que eram: Ana, esposa de João Segismundo, Eleitor de Brandemburgo; Maria, esposa de Cristiano, Marquês de Brandemburgo-Bayreuth; Alberto Frederico; Leonor, segunda esposa de Joaquim III Frederico, Eleitor de Brandemburgo; Guilherme, e Madalena Sibila, segunda esposa de João Jorge I, Eleitor da Saxônia.

## Biografia
Aos vinte e sete anos, Sofia casou-se com Guilherme Kettler, de trinta e cinco, em Königsberg, em 22 de outubro de 1609. Ele era filho de Gotthard Kettler, duque de Curlândia e Semigália e de Ana de Mecklemburgo.
Contudo, o casamento durou pouco. Sofia faleceu com apenas 28 anos de idade, em 24 de novembro de 1610, algumas semanas após o nascimento de seu único filho, Jacob. Foi enterrada no Palácio de Jelgava. 
Seu marido viveu por mais três décadas, até 17 de abril de 1640. Ele nunca mais se casou e nem teve filhos.

## Descendência
- Jacob Kettler (28 de outubro de 1610 – 1 de janeiro de 1682), sucessor do pai no ducado. Foi marido de Luísa Carlota de Brandemburgo. Teve descendência.